# Audrey Ferris
Audrey Ferris, pseudonimo di Audrey Kellar (Detroit, 30 agosto 1909 – Los Angeles, 3 maggio 1990), è stata un'attrice statunitense.

## Biografia
Nel 1926 si trasferì da Detroit a Hollywood decisa a entrare nel mondo del cinema.  Nel giro di due anni riuscì a emergere partecipando a una quindicina di film, da The Silver Slave (1927) con Irene Rich al popolare Rinty of the Desert (1928), ricevendo una nomina tra le tredici WAMPAS Baby Stars del 1928.
La sua carriera declinò a partire dal 1929, dove fu impiegata in tre film, e pur riuscendo a superare la difficile transizione dal muto al sonoro, nei cinque anni successivi partecipò a sei film soltanto, essendo la protagonista femminile in Justice Takes a Holiday (1933) con H.B. Warner e Huntley Gordon.
Nel 1935, dopo The Marriage Bargain, con Lila Lee, lasciò il cinema. Morì a Los Angeles nel 1990, all'età di 80 anni.

## Riconoscimenti
- WAMPAS Baby Star nel 1928

## Filmografia parziale
- Ask Dad (1927)
- The Silver Slave (1927)
- Ginsberg the Great (1927)

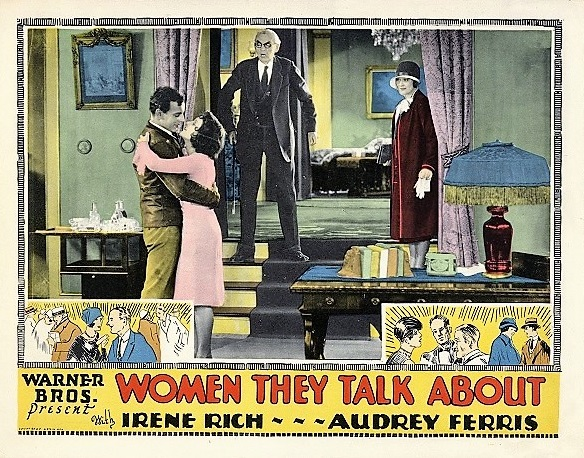
Poster del film Women They Talk About

- The Lion and the Mouse, regia di Lloyd Bacon (1928)
- Beware of Married Men (1928)
- Powder My Back (1928)
- Rinty of the Desert (1928)
- Women They Talk About (1928)
- The Little Wildcat (1928)
- Fancy Baggage (1929)
- Gioco di bambole (Glad Rag Doll), regia di Michael Curtiz (1929)
- Il faro delle tempeste (1930)
- Justice Takes a Holiday (1933)
- The Marriage Bargain (1935)